# 종말 트레인은 어디로 향하나?
《종말 트레인은 어디로 향하나?》(일본어: 終末トレインどこへいく? 슈마쓰 도레인 도코에 이쿠[*])는 EMT 스퀘어드가 제작한 일본의 오리지널 텔레비전 애니메이션이다. 2024년 4월부터 6월까지 AT-X 등에서 방송되었다.
주민에게 큰 이변이 일어났다고 한 마을을 무대로 주인공 치쿠라 시즈루가 없어진 가장 친한 친구의 행방을 쫓아 동료와 전철로 수색을 향한 이야기다.
제작에는 《SHIROBAKO》에 종사한 스태프가 참가하고 있어, 감독·음향 감독은 미즈시마 츠토무, 시리즈 구성은 요코테 미치코가 담당하고 있는 것 외에, 캐릭터 디자인은 《러브 라이브!》 시리즈를 다룬 니시다 아사코, 음악은 《이세계 식당》 시리즈를 다룬 츠지바야시 미호가 담당하고 있다.
소녀들이 세이부 이케부쿠로선을 타고 여행하는 이야기지만, 도중의 각 역의 모든 사건은 그려지지 않는다. 모든 역을 조금씩 보여주는 플랜도 있었지만, 그려야 할 것을 깎을 필요가 있기 때문에 단념되었다.

## 줄거리
2년 전 7G 회선 개통. 그것이 세계를 일변시켰다.
급격한 녹화와 풍화, 지역의 물리적 거리 확대, 이변에 의한 수많은 혼란으로 정부도 그 기능을 잃었다.
시즈루가 사는 아가노역 근처에서는 21세 3개월을 넘은 주민이 동물화하는 이변이 발생하고 있었다.
2년 전에 소식을 끊은 요카를 찾아내는 치즈루는 어느 날 우연히, 흑표 캐러밴의 배달물의 포장에 사용되고 있던 신문으로부터, 요카의 소재를 찾아낸다.
시즈루는 젠지로로부터 2000계 전차의 조종 방법을 배워, 혼자 여행을 하려고 했던 곳에 나데시코, 레이미, 아키라가 달려와 함께 여행하게 되었다.
시즈루 일행은 아가노에서 30역 앞, 요카가 기다리는 이케부쿠로역으로 향한다.

## 등장인물

### 주요 인물
치쿠라 시즈루(千倉 静留)
성우 - 안자이 치카
본작의 주인공. 고등학교 2학년. 갈색 머리 사이드 테일로 눈은 녹색이고 교복 리본은 빨간색이다.
생각하는 것보다 먼저 신체가 움직이는 성분으로 내버려 두지 않는 곳이 있는 리더적 존재. 할아버지로부터 배운 유술이 자랑스럽고, 아가노 유술 2단. 신체 능력에 자신감이 있다.
호시 나데시코(星 撫子)
성우 - 와키 아즈미
고등학교 3학년. 갈색 머리의 머리카락을 2개의 땋은 것으로 하고 조금 통통한 체형. 눈도 갈색으로, 교복의 리본은 노란색.
이름은 '나데시코'이지만 '나데코'라는 애칭으로 불리고 있다. 부드럽고 온화한 정리역으로, 일행의 사이를 담당하고 있다.
쿠가 레이미(久賀 玲実)
성우 - 쿠온 에리사
고등학교 1학년. 갈색 피부에 금발의 갸루과 같은 외관으로 왼쪽 머리에 장미와 같은 머리 장식을 붙이고 있다. 눈은 보라색으로 교복의 리본은 핑크.
공부는 자랑이 아니고, 옛날 쪽지시험에서 한 번만 0점을 맞은 이후 아키라에게 '0점 레이미 영장류!'라고 바보 취급 받는다.
시노노메 아키라(東雲 晶)
성우 - 키노 히나
중학교 3학년. 푸른 흑발 머리로 눈은 파랗다. 왼쪽 머리에 노란색 헤어핀을 붙였다.
나카토미 요카(中富 葉香)
성우 - 토야마 나오
2년 전에 행방불명이 된, 시즈루의 초등학생 시절부터의 친구. 현립 아가노 고등학교의 고교생. 흑발 스트레이트 롱 헤어로 눈은 빨강. 교복의 리본은 시즈루와 같은 빨강.
포치(ポチさん)
행방불명이 된 요카의 집에서 기르고 있는 아키타견. 코가 효과가 있고, 이변의 감지가 되어 시즈루 일행에게 가르쳐 준다.

### 그 외의 등장인물
타이라 젠지로(平 善治郎)
성우 - 오키츠 카즈유키
전 열차 운전사 남자. 도시에서 일하고 있었지만, 아가노로 돌아왔다.
폰타로의 7G 회선에 반대하고 있었지만, 그에 따라 '우냐우냐 수술'이라는 머리 수술을 강제적으로 실시되어 기본적으로 '보'라고 밖에 말할 수 없는 치매 노인과 같은 양상이 되어 버렸다. 이마에 그 수술의 흔적이 남아 있다. 7G 회선에 의한 이변이 발생했을 때 아가노의 주민이 아니었기 때문에 동물화하지 않았다.
포이즌 폰타로(ポイズン・ポンタロー)
성우 - 나미카와 다이스케
세계에 7G를 퍼트리는 모임'의 회장으로 7G 회선을 추진하고 있던 인물.
'7G회선 개통식전'에서 마이크를 소지하고 7G회선을 일방적으로 말하고, 납치나 다름없이 초대한 요카에게 개통 버튼을 누르게 했다(다만 개통 직후에 일어난 현상은 예상외인 것 같아서, 그 광경에 절규하고 있었다).
젠지로와 마코토의 우냐우냐 수술 현장에도 있고, 뒤가 어두운 일도 하고 있는 모양.
고양이 오빠(ネコ兄)
성우 - 마지마 준지
흑표 캐러밴 배달원. 왼쪽 눈에 안대를 하고 있다.
백조 선인(スワン仙人)
성우 - 토비타 노부오
범람하여 호수처럼 된 코마강을 백조 보트로 건너는 노인. 본인이 말하길 그렇게까지 나이가 아니라고 한다.
추측만 하고 요령을 얻지 못하는 이야기를 한다. 시즈루에게 자작 지도를 건네주고 '아무것도 믿으면 안 돼. 믿는다면 스스로 확인할 것'이라고 조언을 주었다.
마츠타 케이코(マツタケイコ)
성우 - 후쿠엔 미사토
일본 옷을 입은 여자. 정수리에 버섯이 자란다.
히가시아가노를 방문한 시즈루 일행을 두껍게 대접하지만, 버섯을 낳아 동료에게 끌어들이려고 한다.
마코토(マコト)
성우 - 이구치 유카
타이라 젠지로와 이전에 함께 일했던 7G 회선의 과학자. 이나리야마공원의 사람들에게 '닥터'라고 불리고 있다.
보스(ボス)
성우 - 아베 아츠시
이나리야마 공원을 지배하는 리더. 이나리야마 공원에 상등·하등의 신분제도의 도입이나 자위대를 이용한 공포정치를 하는 등 폭력을 저지르고 있다.
시즈루 일행과 마찬가지로 다른 곳에서 왔기 때문인지 다른 주민과 달리 축소되지 않았다. 그래서 주민들은 거역하지 못하고 있었다.
쿠로키 미토(黒木 美都)
성우 - 코하라 코노미
자신을 좀비의 여왕으로 소개한 사람.
다른 좀비들과 달리 대화가 가능하고 사고도 뚜렷하다. 여왕을 자칭하는 만큼 다른 좀비들이 따르게 할 수 있다.
포치(ポチ)
성우 - 나카이 카즈야
요카가 나온 신문과 오프닝에서 조기부터 등장하고 있던, 스킨 헤드의 정교한 남성.
요카를 돌보는 사람으로 항상 그녀의 옆에 붙어 있다. 이름은 요카가 기르고 있는 포치의 이름에서 따서, 스스로 그렇게 부르도록 부탁했다.

## 스태프
- 원작 - apogeego
- 감독·음향 감독 - 미즈시마 츠토무
- 연출 치프 - 스가누마 후미히코
- 시리즈 구성 - 요코테 미치코
- 캐릭터 디자인 원안 - namo
- 캐릭터 디자인 - 니시다 아사코
- 프롭 디자인 - 야마다 타카히로, 쿠보 미츠테루(제8화)
- 미술 설정 - 아오키 카오루
- 미술 감독 - 노무라 마사노부, 호리코시 유미
- 색채 설계 - 코야마 토모코
- 촬영 감독 - 타자와 지로
- 오프라인 편집 - 고토 마사히로
- 음향 효과 - 코야마 야스마사
- 녹음 조정 - 야마구치 타카유키
- 음악 - 츠지바야시 미호
- 음악 제작 - 플라잉 독
- 프로듀서 - 카와모토 사치, 소토카와 아키히로, 이토 쇼세이, 스즈키 켄, 와다 타쿠지, 니시마에 슈카, 카완도 켄지로
- 애니메이션 프로듀서 - 시바타 와타루
- 애니메이션 제작·CG 제작 - EMT 스퀘어드
- 제작 - 종말 트레인은 어디로 향하나? 제작위원회(KADOKAWA, 무빅, 플라잉 독, DAXEL, TOKYO MX, AT-X, EMT 스퀘어드)

## 주제가
GA-TAN GO-TON
나카시마 레이에 의한 오프닝 테마. / 작사·작곡 - 아네다우 유메야, 호리시타 사유리 / 편곡 - 아네다우 유메야
ユリイカ
로쿠데나시에 의한 엔딩 테마. / 작사·작곡 - 카사무라 토타 / 편곡 - 코마츠 카즈야
黒豹便のテーマ
오오후치 노노카에 의한 삽입곡. / 작사 - 미즈시마 츠토무 / 작곡·편곡 - 츠지바야시 미호

## 방영 목록
| 화수     | 제목                                                              | 각본            | 그림 콘티            | 연출                                              | 작화 감독 | 총작화 감독                   | 방송일         |
| -------- | ----------------------------------------------------------------- | --------------- | -------------------- | ------------------------------------------------- | --- | ----------------------------- | -------------- |
| 제1화    | ちょっと行ってくる 잠깐 다녀올게                                  | 요코테 미치코   | 미즈시마 츠토무      | 미즈시마 츠토무                                   | 야마우치 다이스케 야기 모토키 후지타 마사유키 타케우치 아키라 나카무라 카즈요 하시모토 준이치 STUDIO MASSKET                                                                     | 니시다 아사코                 | 2024년 4월 1일 |
| 제2화    | 推測、だろう、思われる 추측, 이겠지, 라고 생각해                  | 요코테 미치코   | 스가누마 후미히코    | 스가누마 후미히코                                 | 야마우치 다이스케 | 니시다 아사코                 | 4월 8일        |
| 제3화    | ショートでハッピーイージーに 쇼트로 해피 이지에                   | 요코테 미치코   | 허종                 | 우스이 타카히코                                   | 코지마 에리 | 니시다 아사코                 | 4월 15일       |
| 제4화    | なんでおしり隠すの? 왜 엉덩이 가리는 거야?                        | 무라코시 시게루 | 허종 미즈시마 츠토무 | 미즈시마 츠토무                                   | 야나세 조지 김세건 이영미 이지택 안민미 하승희 慧敏 鑫月 STUDIO MASSKET | 타케우치 아키라               | 4월 22일       |
| 제5화    | 骨にされてしまいます 뼈가 발라질 것 같아요                        | 무라코시 시게루 | 허종                 | 이이무라 마사유키 우스이 타카히코 미즈시마 츠토무 | 후지타 카즈유키 요시오카 토시유키 오카다 유키코 타케우치 아키라 후리하타 히데요시 핫토리 켄지 와타나베 사토미 카모미야 히로키 慧敏 明光 鑫月 호시노 소노 미즈키 아키라 STUDIO CL | 나카무라 카즈요               | 4월 29일       |
| 제6화    | そんなにひどいこと言ったかな 그렇게 심한 말 했던가?               | 요코테 미치코   | 스가누마 후미히코    | 코사카 하루메                                     | 요시다 미나미 후지타 카즈유키 야기 모토키 아오키 마리코 나카노 유키 오카다 유키코 핫토리 켄지 후지타 마사유키 하시모토 준이치 미나미 신이치로 타카하시 코헤이 STUDIO MASSKET     | 니시다 아사코                 | 5월 6일        |
| 제7화    | 笑うゾンビはゾンビじゃない 웃는 좀비는 좀비가 아냐                | 요코테 미치코   | 스가누마 후미히코    | 스가누마 후미히코                                 | 엔도 세이지 카지우라 신이치로 오카다 유키코 나카무라 카즈요 타카하시 코헤이 후지타 카즈유키 시노하라 노부코 龍光 名光 慧敏 鑫月                                                  | 니시다 아사코                 | 5월 13일       |
| 제8화    | バチ当たらない? 천벌이 내리지 않아?                               | 미즈시마 츠토무 | 미즈시마 츠토무      | 미즈시마 츠토무                                   | 이케즈 히사에 카지우라 신이치로 시마다 히데아키 나카무라 카즈요 하시모토 준이치 후지타 카즈유키 야기 모토키 야마우치 다이스케 STUDIO MASSKET                                     | 니시다 아사코 타케우치 아키라 | 5월 20일       |
| 제9화    | 思ってたよりつまんないみたいな 생각보다 훨씬 재미없었을지도       | 요코테 미치코   | 시미즈 사토시        | 이와타 요시히코                                   | 나카노 유키 와타나베 사토미 카모미야 히로키 오카다 유키코 후지타 카즈유키 마스다 켄지 慧敏 鑫月                                                                                  | 니시다 아사코                 | 5월 27일       |
| 제10화   | これこそ反抗と退廃の証 이거야말로 반항과 퇴화의 증명              | 무라코시 시게루 | 와타나베 신이치      | 코사카 하루메                                     | 시미즈 케이조 후지타 카즈유키 후리하타 히데요시 카모미야 히로키 나카노 유키 와타나베 사토미 STUDIO MASSKET 明光 鑫月 호시노 소노                                                 | 타케우치 아키라               | 6월 3일        |
| 제11화   | もう無理かな…… 이젠 무리일지도……                                  | 요코테 미치코   | 스가누마 후미히코    | 스가누마 후미히코 무라카와 나오야                 | 아오키 마리코 우에다 에리 오이카와 히로시 오카다 유키코 하시모토 준이치 후지타 카즈유키 후리하타 히데요시 야기 모토키 야마가타 하루카 나카노 유키 카모미야 히로키                | 나카무라 카즈요               | 6월 10일       |
| 제11.5화 | 総集編 ～これまでの終末トレイン～ 총집편 ~지금까지의 종말 트레인~ | -               | -                    | -                                                 | - | -                             | 6월 17일       |
| 제12화   | いつもって何だっけ '언제나' 가 무슨 말이였더라?                   | 요코테 미치코   | 미즈시마 츠토무      | 미즈시마 츠토무                                   | 타케우치 아키라 오카다 유키코 나카노 유키 카모미야 히로키 | 니시다 아사코 나카노 유키     | 6월 24일       |

## BD / DVD
| 권 | 발매일          | 수록화         | 규격품번   | 규격품번   |
| 권 | 발매일          | 수록화         | BD         | DVD        |
| -- | --------------- | -------------- | ---------- | ---------- |
| 1  | 2024년 7월 24일 | 제1화 - 제4화  | ZMXZ-17491 | ZMBZ-17501 |
| 2  | 2024년 8월 28일 | 제5화 - 제8화  | ZMXZ-17492 | ZMBZ-17502 |
| 3  | 2024년 9월 25일 | 제9화 - 제12화 | ZMXZ-17493 | ZMBZ-17503 |

## 미니 애니메이션
《멍멍 트레인은 어디로 향하나?》가 유튜브에서  2024년 4월 24일부터 공개되었으며, AT-X에서는 4월 29일의 제5화부터 방송되었다.
| 화수  | 제목                                | 공개일          |
| ----- | ----------------------------------- | --------------- |
| 1량째 | 돈과 사랑 어느 쪽이 중요해?         | 2024년 4월 24일 |
| 2량째 | 무인도에 가면 무엇을 가지고 갈거야? | 5월 1일         |
| 3량째 | 케이크의 딸기는 언제 먹어?          | 5월 8일         |
| 4량째 | 복권이 당첨되면 무엇을 할까?        | 5월 15일        |
| 5량째 | 타임머신으로 가면 미래? 과거?       | 5월 22일        |
| 6량째 | 운세의 결과 믿어? 안 믿어?          | 5월 29일        |
| 7량째 | 벼락치기 공부 해? 안 해?            | 6월 5일         |
| 8량째 | 선의의 거짓말 해도 돼? 안 돼?       | 6월 12일        |

## 만화
토리무라가 다루는, 시노노메 아키라의 시점을 주축으로 한 코미컬라이즈가 카도코미(KADOKAWA)에서 2024년 3월 25일부터 연재 중이다.